# كرايغ سميث (لاعب دوري الرغبي أسترالي)
كرايغ سميث (بالإنجليزية: Craig Smith)‏ هو لاعب دوري الرغبي أسترالي، ولد في 26 فبراير 1973 في آرمدال في أستراليا.